# 光致变色

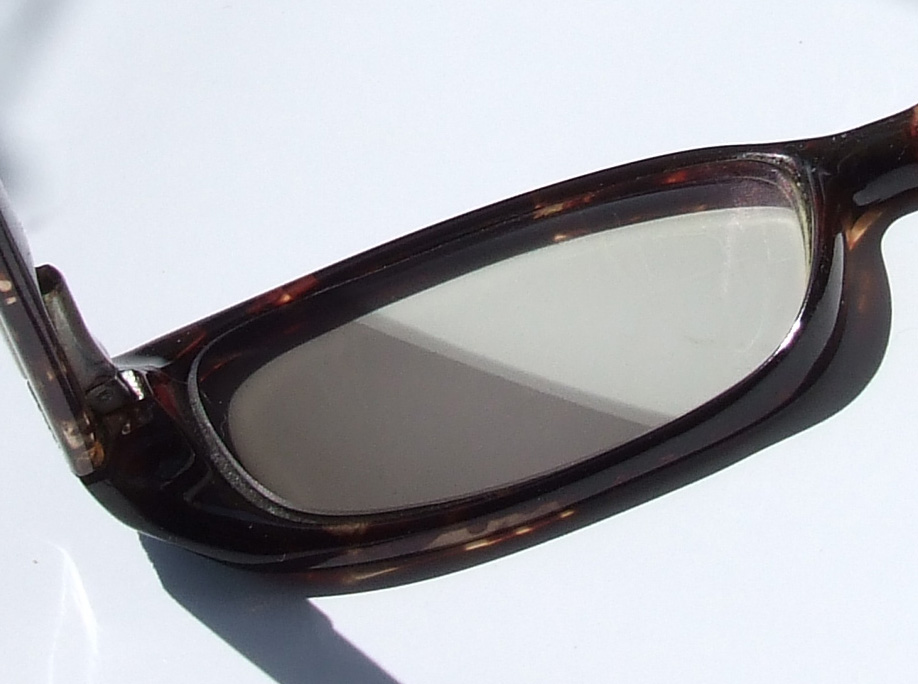
一种光致变色镜片，用纸覆盖镜片的一部分后暴露在阳光下。

光致变色是指通过吸收电磁辐射使化学物质在两种形式之间进行可逆的转化，且两种形式具有不同的吸收光谱。    通常，这可以描述为暴露于光线时颜色的可逆变化。 
光致变色不具有严格的定义，但它通常用于描述经历可逆光化学反应的化合物。光化学反应被称为“光致变色”，其所需的变化程度是可由肉眼观测的，但实质上光致变色反应和其他光化学之间没有分界线。因此，虽然偶氮苯的反式 - 顺式异构化被认为是光致变色反应，但是二苯乙烯的类似反应并不是。 

## 应用

### 墨镜太阳镜
光致变色反应被广泛地应用于太阳镜的变色镜片。光致变色技术的最大限制是材料在承受数千小时的户外暴露后不够稳定，因此目前此类产品不适合长期的户外使用。 
光致变色染料的转换速度受染料周围环境的刚性大小影响。因此，它们在溶液中转换最快，在刚性环境中转换最慢。  据报道，在2005年，研究人员将具有低玻璃化转变温度的柔性聚合物（如硅氧烷或聚丙烯酸丁酯）附着到染料上使得它们能够在刚性透镜中更快地切换。  

### 超分子化学
光致变色技术已广泛用于超分子化学中 。它已被证明是分子开关的组成部分。 

### 数据存储
使用光致变色化合物进行数据存储的可能性最初由Yehuda Hirshberg于1956年提出。  从那时起，各种学术和商业团体进行了许多调查。特别是在3D光学数据存储领域，其前景十分被人看好。 

### 新奇物品
可逆的光致变色材料也可以应用于玩具、化妝品、服装等领域。如果需要的话，可以通过让光致变色材料与永久颜料结合使其在所需颜色之间变化。

### 太阳能存储
哥本哈根大学化学系太阳能开发中心的研究人员正在研究一种用于收集太阳能的富集系统。在该系统中研究人员使用了一种光致变色材料。 

## 历史
光致变色是在19世纪80年代后期发现的，直到20世纪50年代， 以色列 魏茨曼科学研究所的Yehuda Hirshberg才提出“光致变色”一词。 